# Бианко
Биа̀нко (на италиански: Bianco) е малко морско курортно градче и община в Южна Италия, провинция Реджо Калабрия, регион Калабрия. Разположено е на брега на Йонийско море. Населението на общината е 4202 души (към 2013 г.).